# Censura homofóbica

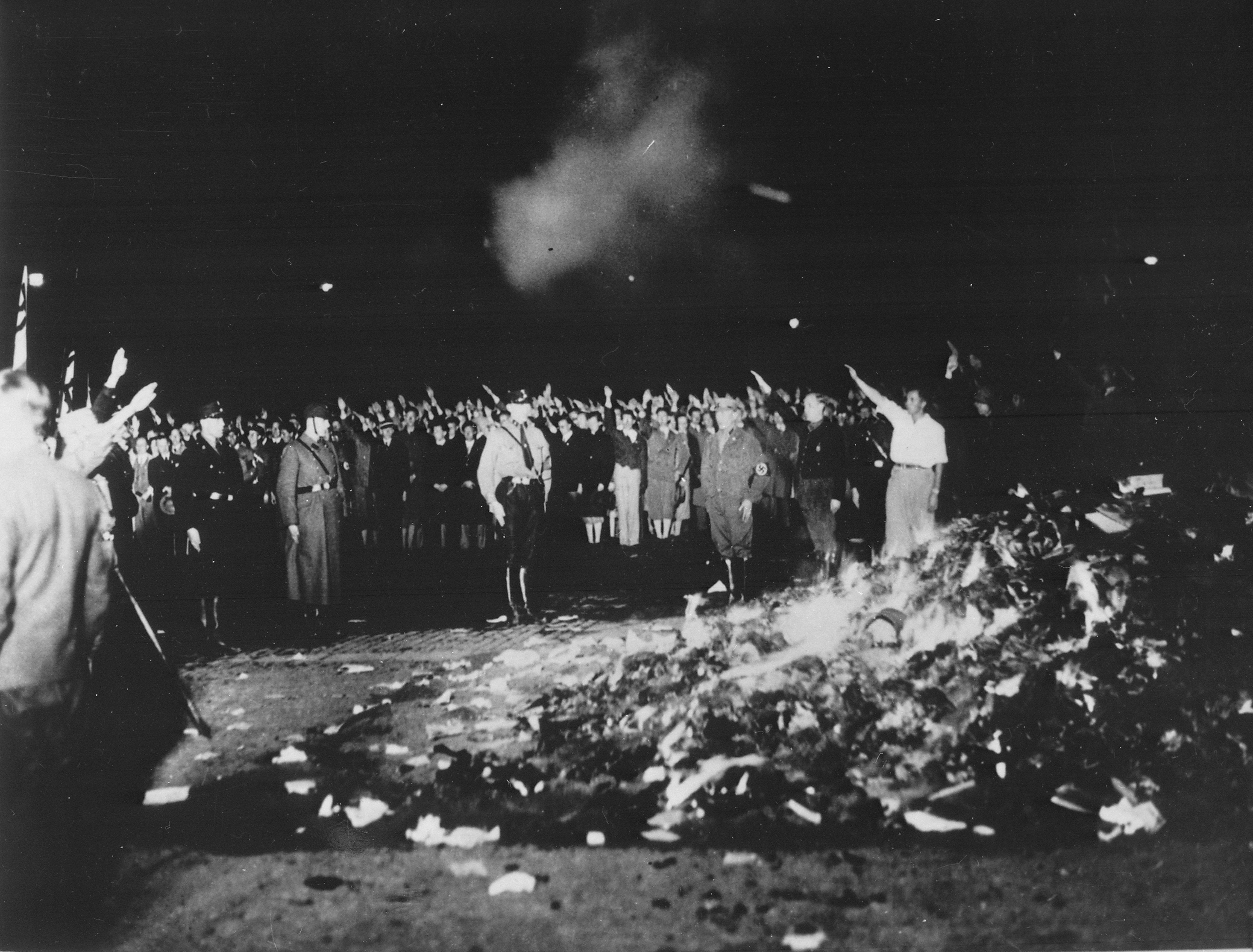
Quema de libros en la Plaza de la Ópera en Berlín el 10 de mayo de 1933. En su mayoría procedían del Comité científico humanitario.

La censura homófoba es un fenómeno que se ha dado en muchas culturas y que tiene como resultado la desaparición de la homosexualidad o cualquier comportamiento, fenómeno o cultura LGBT dentro del relato histórico, las biografías y la literatura. Culturalmente, esta actitud se repite por lo menos desde la Edad Media, en la que se hablaba del pecado nefando, «el vicio que no debe mencionarse entre cristianos». El Diccionario Akal de la homofobia clasifica la censura homofóbica en tres grupos: intelectual, institucional y autocensura.
El historiador Rictor Norton afirma que la supresión de la historia LGBT no es simplemente un hecho histórico, sino que es una «una batalla que todavía se está luchando», y lo compara al imperialismo cultural histórico, como la destrucción de los archivos de Irlanda por Inglaterra o la destrucción de las bibliotecas mayas durante la conquista española.

## Mecanismos

### Leyes contra la obscenidad y censura
La homosexualidad, incluso en su vertiente no sexual, ha sido considerada a menudo como obscena y tratada de forma correspondiente por la censura. A la censura de la sexualidad no se le suele dar la importancia que tienen otras formas de censura; como la homosexualidad es considerada una cuestión sexual, su supresión no suele tener la consideración que tienen los problemas sociales, raciales o políticos, sino que se incluye dentro de las cuestiones morales o religiosas. Y mientras que algunas representaciones de la heterosexualidad (por ejemplo, representaciones gráficas) también han sufrido censura, la diferencia es que cualquier representación de la homosexualidad era censurada, incluyendo cuestiones tan banales como simples declaraciones de amor. Incluso en tiempos más recientes, historiadores, sociólogos y médicos consideraban a los homosexuales enfermos o desviados, personas con hábitos sucios, más que personas con una cultura.
La censura y supresión de la literatura homoerótica ha sido abrumadora en Occidente y todos los libros acababan en el Index Librorum Prohibitorum. En 1689 se detuvo a dos libreros por vender Sodom, or the quintessence of dabauchery de John Wilmot. Y naturalmente es mucho lo que simplemente no sabemos, ¿cuántas obras sobre la sodomía habrían desaparecido en los fuegos que Savonarola y otros encendieron en las plazas de ciudades italianas en la década de 1490?
Hasta el siglo XIX no hubo demasiada censura institucional contra obras que mencionaban la homosexualidad, ya que hasta entonces la autocensura había sido un mecanismo suficiente. Y no es que a partir del siglo XIX se mostrase la homosexualidad bajo una luz positiva, pero la simple mención del asunto era considerada peligrosa. Los poemas lésbicos de Las flores del mal de Baudelaire fueron los primeras en sufrir el acoso legal. La aparición de El pozo de la soledad produjo un escándalo enorme, seguido de un proceso legal. Otros artistas que han sufrido persecución institucional por sus obras son Allen Ginsberg, Robert Mapplethorpe, James Baldwin, William Burroughs, Jean Genet, André Gide o Mary Renault. La revista ONE fue declarada «obscena» en 1957, lo que impedía su distribución por correo. La resolución fue revertida por el Tribunal Supremo en 1958. De hecho, la persecución creó un ambiente hostil a la publicación de libros de contenido LGBT en las editoriales estadounidenses.
Los regímenes totalitarios naturalmente también prohibieron la publicación de contenidos homoeróticos o incluso la simple mención de la homosexualidad. En Alemania, con la llegada de los nazis al poder, se prohibieron todas las publicaciones dedicadas a los homosexuales, lo que hizo desaparecer a todas las revistas gais y lésbicas. También se prohibió la publicación de libros de contenido explícitamente homosexual, de hecho, su posesión era un delito, pero existía tal caos en los servicios de censura del Reich, que no se eliminaron de la circulación los «clásicos» de la literatura homoerótica y se siguieron publicando obras con un vago ambiente homoerótico. En la Unión Soviética, publicar libros con temas homosexuales era prácticamente imposible, aunque a veces se miraba hacia otro lado en el caso de los samizdat. Autores como Paradzhánov y Trifonov acabaron en la cárcel por ese motivo. En general, en todos los países era permitida la existencia de textos dedicados a las élites (con los párrafos clave escritos en latín o en jerga médica) o accesibles solo a una minoría (manuscritos o copias hechas a mano).
Los servicios de aduanas y correos también empleaban a menudo las leyes contra la «obscenidad» para dificultar o impedir la distribución de textos que tenían la homosexualidad como tema. Por ejemplo, la librería canadiense Little Sister's Book and Art Emporium tuvo que llevar a los tribunales al servicio de aduanas de Canadá en 1986, ya que impedía la importación de libros y revistas desde Estados Unidos por considerarlos «obscenos»; según la ley canadiense, era el importador quien debía demostrar que los materiales no eran obscenos. La librería consiguió obtener la razón en 2000, después de gastar más de medio millón de dólares canadienses en gastos judiciales. La librería Gay's the Word de Londres tuvo un problema similar con las aduanas británicas en 1984, que montó un gran asalto a la librería y confiscó material por un valor de varios miles de libras. Obras de Tennessee Williams, Gore Vidal, Christopher Isherwood y Jean Genet se encontraban entre las obras confiscadas. En el Reino Unido se daba la paradoja de que se podía publicar un libro en el país, pero era ilegal importar exactamente el mismo libro. La denuncia fue retirada después de que se reuniesen 50.000£ para un fondo de defensa. Un caso similar lo sufrió la librería Gin Gin, en Taiwán, en el año 2003.
En 1949 se creó en Francia una ley sobre las «publicaciones destinadas a la juventud», en la que se prohibía la «débauche» («corrupción», «perversión», «vicio») en cualquier publicación dedicada a menores. De hecho, la ley se interpretaba de forma que cualquier publicación que pudiese ser vista o leída por menores podía ser censurada, aunque la publicación estuviese dedicada exclusivamente al público adulto. Naturalmente, la homosexualidad era considerado el vicio por excelencia y numerosos autores tuvieron problemas, tanto legales, como con las editoriales que no querían arriesgarse a tener dificultades, como fue el caso de Violette Leduc, Éric Jourdan, Nicolas Genka, Pierre Guyotat, etc. La revista Gai Pied vio prohibida su distribución y la realización de cualquier tipo de promoción repentinamente en 1987. En Alemania, en 1955, con la entrada en vigor de la ley de protección del menor, se prohibió la venta pública de las revistas homosexuales, por lo que las revistas que se habían publicado hasta entonces pasaron a ser clandestinas. En 1968 solo sobrevivían dos revistas: amigo (publicada en Dinamarca) y Der Weg. Leyes similares siguen existiendo en Europa. En Lituania, una propuesta de ley de 2009 para la protección de menores incluía la prohibición de la «propaganda de las relaciones homosexuales, bisexuales o polígamas», sin definir lo que significaba «propaganda», en cualquier lugar en el que pudiese ser visto por menores. Tras la oposición del Parlamento Europeo y del presidente de Lituania, la ley se reformuló como una «prohibición de difundir información que pudiera promocionar relaciones sexuales o concepciones del matrimonio o la familia distintos de la establecida en la constitución o el código civil», siendo que el matrimonio es definido en la constitución explícitamente como entre una mujer y un hombre. Esta ley, que en su forma actual es válida para la población en general y no está limitada a los menores, se intentó usar por primera vez para prohibir la marcha del orgullo de Vilna. En 2013 se adoptó en Rusia una ley contra la propaganda homosexual, uno de cuyos efectos es la desaparición de cualquier expresión de la cultura homosexual de la esfera pública. En Estados Unidos existen en 8 estados —entre ellos Arizona, Alabama y Texas— y en varias ciudades leyes que prohíben explicar de forma positiva o incluso mencionar la homosexualidad en las escuelas, las llamadas «no promo homo».

### Tergiversación y ocultación
Uno de los mecanismos más característicos de esta censura es la ocultación de evidencias de homosexualidad dentro de las artes, sobre todo en las obras y autores canónicos de la literatura mundial, o su heterosexualización, llevadas a cabo por traductores, editores, críticos o biógrafos.
Por ejemplo, existen numerosos casos en los que se ha heterosexualizado a los personajes de obras literarias. Los ejemplos son innumerables desde la antigüedad, y van desde la invención de amantes masculinos para Safo, como hizo Ovidio al convertirla en amante del marinero Phaon, o posteriormente su matrimonio con Cercylas («pene») de Andros («ciudad de hombres»), hecho que sigue usándose para demostrar la heterosexualidad de la poetisa. Aristarco eliminó varias líneas de la Ilíada que hablaban de Aquiles y Patroclo. El hecho continuó durante la Edad Media, cuando los monjes copistas reescribían la historia desde un punto de vista cristiano. La traducción medieval de la Historia de Alejandro Magno de Quintus Curtius Rufus por Vasco da Lucena convirtió al amante de Alejandro Magno, Bagoas, en una mujer. La traducción al latín de El banquete por Licino convirtió el amor entre hombres en un acto espiritual, eliminando cualquier erotismo. El caso más famoso es el de Miguel Ángel, en cuyos sonetos fueron sustituidos todos los pronombres masculinos por femeninos antes de su publicación póstuma en 1623 por su sobrino nieto, para ocultar que algunos estaban dedicados a Tommaso Cavalieri, llegando incluso a eliminar 45 poemas apasionados dedicados a Checchino Bracci. Una versión correcta no se publicó hasta 1863. En 1640 John Benson haría lo mismo con los sonetos de Shakespeare, generando la única versión disponible durante los 140 años posteriores. El descubrimiento de que algunos sonetos de amor de Shakespeare estaban dedicados a hombres a finales del siglo XIX, generó una negación unánime de los críticos de la homosexualidad del dramaturgo, corriente que dominó la crítica hasta la década de 1980.
Otro mecanismo recurrente es omitir pasajes en los que se hable de homosexualidad o, simplemente, no traducirlos. Por ejemplo, Santo Tomás de Aquino omitió un pasaje de Aristóteles en el que se decía que la homosexualidad es innata, lo que contradecía la tesis de Aquino, que defendía la homosexualidad como elección pecaminosa. En las traducciones también se añadían frases y elementos que no estaban, como muestra el caso de Mateo Ricci, que al traducir los diez mandamientos al chino añadió «no realizarás cosas depravadas, contra natura o sucias.» Un ejemplo más reciente de ocultación es el De profundis de Oscar Wilde, una carta a Alfred Douglas de la que fueron eliminadas toda referencia a Douglas y su historia de amor. Una edición completa no aparecería hasta 1962.
Tanto los primeros luchadores por los derechos LGBT, como aquellos que lo hicieron tras la II Guerra Mundial, pronto se dieron cuenta de que los autores griegos y romanos habían sido incorrectamente traducidos. Todo lo relacionado con la homosexualidad había sido traducido con palabras como «lascivo, débil, disoluto, compañero, favorito, amigo, bohemio, decadente, petimetre, dandy o arcadio». Uno de los pocos poemas de Safo que han sobrevivido es el «Himno a Afrodita», que en su última línea indica que la amada es una mujer, pero que ha sido convertida en un hombre de forma consistente en todas las traducciones hasta el siglo XX. Pero no ha sido solo la traducción de obras clásicas las que han sufrido este tratamiento, traducciones de textos chinos también han sido sometidos a ello: David Hawkes tradujo Long Yang zhi xing como «El vicio del caballero Yang», cuando la palabra xing es siempre positiva y denota alegría, pasión, deseo y apetito.
Las biografías de personas también suelen ser «adornadas» o manipuladas. Por ejemplo, Horatio Alger Jr. era homosexual, hecho que no se descubrió hasta 1971, pero hasta entonces, e incluso posteriormente, se le han atribuido amores con mujeres, episodios detallados que son completamente inventados. Los sentimientos por las personas del mismo sexo suelen ser calificados de «amistad» o son simplemente trivializados, mientras que los sentimientos por las personas del sexo contrario son exagerados. Sobre todo mujeres como Charlotte Brontë u Octavia Hill han sufrido este tratamiento; en el caso de Hill se califica como «el amor de su vida» el hombre con el que tuvo un compromiso matrimonial que duró exactamente un día, mientras que su compañera de 35 años, Harriot Yorke, es completamente ignorada. Una de las biografías más tergiversadas ha sido la de Walt Whitman, cuya homosexualidad fue negada consistentemente hasta la llegada de críticos literarios y biógrafos gais en la década de 1970.
El hecho se extiende a la pintura. Rubens, al copiar una obra de Tiziano, modifica el sexo de las parejas masculinas de ángeles que se abrazan para convertirlas en parejas mixtas, de varón y hembra. En la ópera se puede ver un ejemplo en Orfeo de Monteverdi, que omite la parte de la vida pederástica recogida por Poliziano, en la que se basa el argumento.
En el teatro, la televisión y el cine, el fenómeno ha sido ampliamente estudiado. El ejemplo más claro fue el código de Hays, adoptado de forma voluntaria por la industria del cine estadounidense entre 1930 y 1961, que prohibía la representación de la homosexualidad en el cine. Cualquier adaptación de una historia de amor homosexual era automáticamente convertida en una historia heterosexual. Un ejemplo relativamente reciente es El último emperador (1987) de Bernardo Bertolucci, que ignora por completo la homosexualidad del emperador Puyi, convirtiéndolo en heterosexual en las escenas eróticas con concubinas.
De hecho, Alberto Mira afirma que «incluso cuando se admiten otros rasgos de "diferencia": el autor puede ser alcohólico, asesino, violento o tacaño, belicista, fascista o asesino, cualquier cosa menos homosexual», los biógrafos tienden a negar la homosexualidad como posición creativa.

### Autocensura
La autocensura tiene una larga tradición. En el siglo XIX, la idea del pecado del que no se debe hablar pasó a ser «el amor que no se atreve a decir su nombre», es decir, la censura se había interiorizado como culpa. La prudencia al revelar datos sobre uno mismo se puede dar por supuesto si la información que llega al público tiene como consecuencia probable la burla, el ostracismo, la cárcel o incluso la muerte. Algunos incluso expresaron su deseo de ocultar el hecho después de su muerte, como es el caso de Chaikovski:

Pensar que un día la gente tratará de penetrar en el mundo íntimo de mis sentimientos y pensamientos, todo lo que he mantenido tan cuidadosamente oculto durante mi vida, es depresivo y duro de soportar.

Por ejemplo, gran parte de la correspondencia personal de Countee Cullen está en clave. Anne Lister escribió gran parte de sus diarios personales en código con letras griegas; en el diario habla del cuidado que ponía en la escritura de sus cartas de amor para que pudiesen explicarse como fruto de una «amistad romántica». El código también podía transmitirse entre desconocidos, como en este extracto de una carta enviada por Henry James a John Addington Symonds,

I sent [my article] to you because it was a constructive way of expressing the good will I felt for you in consequence of what you had written about the land of Italy – and of intimating to you, somewhat dumbly, that I am a sympathetic reader. I nourish for the said Italy and unspeakably tender passion, and your pages always seemed to say to me that you were one of the small number of people who love it as much as I do [...] for it seemed to me that the victims of a common passion should exchange a look.
Le envié [mi artículo] porque era una forma constructiva de expresar la buena voluntad que siento por usted, como consecuencia de lo que ha escrito sobre Italia – e intimarle, de forma algo tonta, que soy un lector receptivo. Me alimento de la dicha Italia y una innombrable y tierna pasión, y sus páginas siempre pareció que me decían que usted era uno del pequeño número de personas que lo aman tanto como yo [...] ya que me parece que las víctimas de una pasión común debían intercambiar una mirada.

Muchos poemas de autores homosexuales están escritos en un código que primero debe ser descifrado. Ejemplos antiguos son Francesco Berni, un cura italiano de principios del siglo XVI, cuyos inocentes poemas, una vez descifrados, son bastante obscenos. Del siglo XVIII son los textos de autores como Edmund Spenser y John Donne. Una buena parte de la poesía uranista usaba palabras en clave, como earnest, «serio», para nombrar el amor pederasta. También la poesía de la Generación del 27 está plagada de símbolos y expresiones que es necesario descifrar para entender su homoerotismo, como es el caso en obras de García Lorca, Dalí, Cernuda, Gil-Albert y Prados.
Naturalmente, el sistema más fácil de ocultar un amor homosexual es convertirlo en heterosexual, es la llamada «estrategia Albertine». El término tiene su origen en la novela En busca del tiempo perdido de Marcel Proust, cuya protagonista, Albertine, por la que el narrador, Marcel, siente un amor obsesivo, es un trasunto del chófer Agostinelli. Uno de los motivos por los que Proust realizó este cambio fue para evitar la marginalización, por no hablar del escándalo, que la obra hubiese sufrido de haber sido publicado como historia homosexual. Entre los autores que han empleado esta estrategia se pueden mencionar a Somerset Maugham en Of human bondage, E. M. Forster en Where angels ear to thread o Willa Cather en My Antónia. En poesía Lord Byron dedica a una mujer los poemas llamados «Thyrza», cuando en realidad son una elegía al corista John Edlestone, del que Byron se enamoró Cambridge y que había fallecido recientemente. Whitman también heterosexualizó el texto de «Once I Pass'd through a Populous City» de su antología Children of Adam (1860), convirtiendo un hombre que se «agarraba apasionadamente» a él en una mujer; Whitman llegó incluso al extremo de negar su homosexualidad en una carta a Symonds. Incluso Miguel Ángel mismo heterosexualizó algunos de sus poemas en sus primeras versiones (como es el caso de los sonetos 230 y 246).
Otra forma de autocensura es la no publicación de determinadas obras de contenido homosexual, no necesariamente homoerótico. Es una estrategia que por ejemplo se siguió mucho en la Italia del siglo XIX y XX, así Aldo Palazzeschi o Giovanni Comisso. También fue el caso de la novela Maurice, de E. M. Forster, que no se publicó hasta 1971. La autobiografía de Symonds, escrita entre 1889 y 1893, no fue publicada hasta mucho después (1984), por deseo expreso del autor. La novela Q.E.D. de Gertrude Stein escrita en 1903 no se publicó en su totalidad hasta 1971, casi 30 años después de su muerte.

### Destrucción
La desaparición de obras antiguas que tratan de la homosexualidad o la pederastia es completa. Obras conocidas por haber sido citadas y que no se conservan incluyen Los pederastas de Dífilo, las obras de teatro Ganímedes y Los afeminados de Cratino, cuatro obras de Esquilo, la tragedia Chrisipo de Eurípides y El amante de Aquiles de Sófocles. Existieron por lo menos una docena de comedias tituladas Safo que probablemente tomaban la pasión de la poetisa por las mujeres de forma humorística. Todas ellas han desaparecido. Hasta qué punto esto es parte de la desaparición general de las obras de la antigüedad no se puede decir, pero que no haya sobrevivido ni sola una es significativo.
La cristianización del Imperio Romano, con la consiguiente ilegalización de la homosexualidad, fue de nuevo un paso en la ocultación del amor entre hombres. El primer concilio ecuménico de Constantinopla no solo condenaba el paganismo, sino que confirmaba la pena de muerte para la homosexualidad. En Occidente, el papa Gregorio VII ordenó en el siglo XI destruir toda la información que se hubiese conservado. Otra fuente de información sobre la sodomía medieval han sido los informes de procesos y condenas, pero la mayoría se han perdido, ya que existía la costumbre de quemar el informe del proceso con los sodomitas, porque se consideraba que la información era demasiado vergonzante o peligrosa.
Las lesbianas han sido especialmente afectadas por la destrucción de su memoria cultural. Como ejemplos modernos se puede nombrar la destrucción de poemas de Christina Rossetti por parte de su hermano, poemas sin ningún tipo de connotación sexual, por el simple hecho de que eran poemas de amor dirigidos a otra mujer. No se conserva ninguna de las cartas escritas por Ellen Nussey a Charlotte Brontë, que el marido de la última se encargó de destruir por su «lenguaje apasionado». Diversas líneas de una carta de Mary Wollstonecraft a Fanny Blood, en las que le describía su pasión por ella, han sido destruidas por algún «estudioso bien intencionado». Willa Cather destruyó las cartas dirigidas durante 40 años a Isabelle McClung, de la que estaba enamorada. Lorena Hickok, posiblemente amante de Eleanor Roosevelt, destruyó sus cartas tras la muerte de Roosevelt. La lista es muy larga e incluye cartas u obras de Emily Dickinson, Sarah Orne Jewett, etc.
Entre los casos que afectan a homosexuales masculinos, la esposa de Richard Burton destruyó una historia de la homosexualidad que este estaba escribiendo. La esposa de C. R. Ashbee destruyó su cuaderno de notas Confessio Amantis, en el que posiblemente hablaba de su amor con un hombre. Una caja con papeles de Thomas Lovell Beddoes desapareció con todo su contenido; anteriormente Robert Browning había insistido en mantenerlo secreto. Los papeles de Edward Lear fueron destruidos a su muerte por su editor. La esposa de John Addington Symonds prohibió a un amigo gay de su marido, Horatio Forbes Brown, que mencionase la homosexualidad de Symonds en la biografía que pensaba escribir. A su muerte, el texto de Brown fue legado a Edmund Gosse, que eliminó todas y cualquier referencia que pudiera haber dejado Brown; posteriormente Brown y el bibliotecario de la Biblioteca de Londres quemaron todos los papeles de Symonds a excepción de la biografía, incluyendo el diario personal, cartas a otros homosexuales y notas para una historia de la homosexualidad que pensaba publicar junto con Ellis. Obras, cartas y notas de otros autores que han sido destruidas u ocultadas incluyen a T. S. Eliot, A. E. Housman, Yukio Mishima, Ludwig Wittgenstein, James Baldwin, etc.

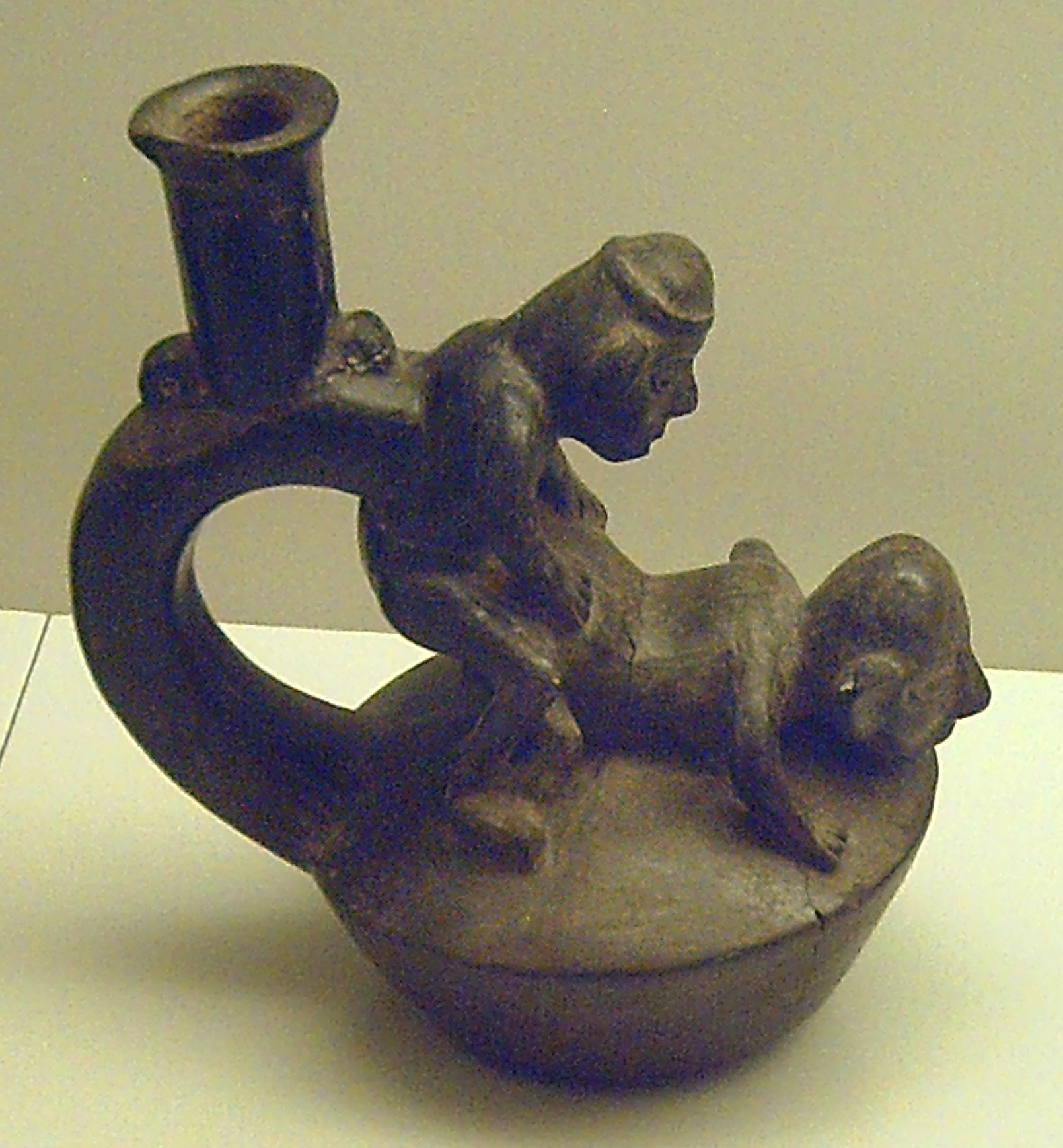
Cerámica homoerótica Chimú.

El caso más claro y violento fue el saqueo de la biblioteca del Comité Científico Humanitario por parte de los nazis y su quema pública, delante de la Universidad de Berlín, junto con otras obras «contrarias al espíritu alemán» el 10 de mayo de 1933. Se sacaron dos camiones de información: 12.000 libros y 35.000 fotografías, además de miles de manuscritos originales, perdidos irremediablemente. El hecho se ha convertido en icónico de la barbarie nazi y las imágenes son bien conocidas; sin embargo, pocas personas son conscientes que una gran parte de la cultura destruida era cultura LGBT.
Otra razón para la desaparición de la información sobre los homosexuales es la habitual destrucción de los papeles y cartas de solteros sin descendencia. Existen casos en los que se emplearon cartas para condenar a cárcel a homosexuales, como los que se dieron en la década de 1950 con Lord Montague of Beaulieu, Peter Wildeblood, periodista de Daily Mail, o Michael Pitt-Rivers. Michael Davidson, periodista de The Observer, destruyó dos maletas de cartas, diarios y fotos de sus amigos, y parece que no fue el único. A menudo se acababan las cartas con un «por favor, destruye esta carta», que seguramente fue seguido en muchos casos. Otra ola similar ocurrió tras el escándalo provocado por El pozo de la soledad, cuyo caso más extremo fue el de la poetisa Charlotte Mew, que tras destruir gran parte de su propia obra, se suicidó. Ann Bannon destruyó todas las cartas recibidas por mujeres que comentaban su obra por miedo a que sus hijos las encontraran.
También existen ejemplos en los países hispanos. Aparte de la destrucción durante la conquista y colonización de América, donde se confundía la homosexualidad con prácticas demoníacas, la supresión llega hasta el siglo XX: cuando se encontraban en el Perú cerámicas mochicas con representaciones homoeróticas, a menudo eran destruidas porque se consideraban «insultos al honor nacional».

#### La India
En las décadas entre 1920 y 1950, Gandhi envió grupos de devotos a los templos de la India a destruir las imágenes eróticas en los templos budistas en campañas de «limpieza sexual». Sobre todo aquellas homoeróticas en templos desde el siglo XI servirían para reescribir a posteriori la historia india, eliminando cualquier vestigio de homosexualidad y, en consecuencia, dando a entender que la homosexualidad era una «enfermedad» occidental importada. La situación se suavizó posteriormente por influencia de Tagore, pero renovó su impulso bajo Nehru. La destrucción solo fue documentada en parte por Raymond Burnier, pareja de Alain Daniélou, y, a pesar de la oposición e irritación de su amigo Nehru, solo fueron conocidas tras su publicación por Daniélou.
La destrucción ha continuado hasta nuestros días en Gujarat, como documentaba en 1996 la estudiosa Giti Thadani en el tempo de Lingraj, en Bhuveneshvar, y en Tara Tarini, el templo de las gemelas lesbianas, donde el abrazo de las diosas ha sido reconvertido en un abrazo heterosexual. La creencia de que la homosexualidad ha sido importada de occidente está tan asentada en la sociedad india, que en 1993 Shivananda Khan, fundador de la organización de lucha contra el sida Naz Project, visitó a Daniélou en Roma buscando «pruebas de que los [pueblos] asiáticos han disfrutado del sexo gay durante siglos». Como consecuencia del uso de las fotos por parte del Naz Project la unidad de protección a los niños del Scotland Yard inició una investigación por distribución de pornografía que casi provocó la destrucción de la organización.

### Protección de la intimidad
Muchas familias dificultan el acceso u ocultan información y textos a los estudiosos para «proteger la intimidad» o el «honor» de los muertos. Los casos de ocultación de información que pudiese «comprometer» al afectado se extienden hasta finales del siglo XX. Por ejemplo, cuando el biógrafo de Ludwig Wittgenstein, William Warren Bartley, reveló en 1973 que Wittgenstein era homosexual, fue duramente criticado por amigos y admiradores del filósofo, a pesar de que existe un diario codificado en el que Wittgenstein relata sus aventuras sexuales en los bajos fondos de Viena. Un caso más espectacular es el de Jean-Jacques Régis de Cambacérès (1753-1824), el canciller de Napoleón, de homosexualidad conocida y notoria en la época, cuyos herederos todavía se negaban a publicar sus memorias en 1979.
Otros casos son incluso más difíciles de aclarar. La familia de Cole Porter prohibió a Michael Bronski la publicación de seis líneas de la canción satírica Farming que contenía texto sobre un «toro hermoso, pero gay» porque no querían que aparecieses en un «contexto rico». En 1978 la South Caroliniana Library intentó evitar que Martin Duberman publicase extractos de cartas de amor de Thomas Jefferson Withers a hombres escritas en 1826. En la década de 1990, se prohibió a Lillian Faderman que publicase en su antología Chloe Plus Olivia (1994) poemas de Edna St Vincent Millay, porque «Estos poemas no son apropiados para su colección, ya que Millay no escribía literatura lésbica. Ella escribía poesía —pura y simple». La Fellowship of the School of Economic Science de Londres, prohibió el uso de sus traducciones de cartas del filósofo del siglo XVI Marsilio Ficino en una antología de cartas de amor homosexual.
Todos estos ejemplos muestran las dificultades a las que se enfrentan los estudiosos del tema y la extensión e importancia del fenómeno.

#### Federico García Lorca
Federico García Lorca es una de las figuras centrales de la literatura en español del siglo XX. A pesar de ser un autor ampliamente estudiado, su homosexualidad sigue siendo un «secreto culpable» para los estudiosos, que no reconocen el homoerotismo como elemento clave para entender su obra. A pesar de que el hecho se ha suavizado con el tiempo, Ian Gibson señala que la voluntad de «mirar hacia otro lado» e ignorar lo evidente ya era un mecanismo muy fuerte durante la vida de Lorca, una conspiración del silencio que dejaba muy claro al poeta que no sería bien recibido si insistía en revelar su sexualidad.
Ángel Sahuquillo, autor de Federico García Lorca y la cultura de la homosexualidad, señala que conocidos de la familia de Lorca, como Philip Cummings o Dulce María Loynaz, destruyeron manuscritos del autor en los que la orientación sexual del poeta era demasiado evidente. Pero el hecho más claro de censura fue el tiempo que la familia dejó pasar antes de publicar sus obras más homoeróticas. Los Sonetos del amor oscuro fueron escritos en noviembre de 1935 y no fueron publicados hasta diciembre de 1983, cuando una publicación pirata anónima de 250 copias «obligó» a la familia a editarlo. Curiosamente, la parte más polémica no eran los poemas en sí, en los que el sexo del amado nunca aparece, sino el título, por lo que se volvieron a publicar en el diario ABC con el título de Sonetos de amor, lo que permitió al editor ignorar la componente homoerótica. La obra de teatro El público, escrita a principios de la década de 1920, no fue publicada más o menos completa hasta 1978. Desgraciadamente, la desaparición o destrucción de obras de Lorca relacionadas con la homosexualidad, aunque no solo esas, es una constante. Como ejemplo se puede mencionar la desaparición de los manuscritos de La bola negra, una obra teatral que trataba sin rodeos la represión de los homosexuales por la sociedad, y La destrucción de Sodoma, otro drama que, como indica su nombre, trataba el tema. Naturalmente, tampoco fue favorecedor para su conservación que García Lorca fuese descuidado con sus manuscritos y prefiriese la transmisión oral a la escrita, ni la resistencia de la familia a publicar cualquier texto relacionado con la sexualidad de Lorca.
Daniel Eisenberg resume la censura de la obra de Lorca en los siguientes puntos:
- el asesinato del autor, la forma última de censura; como diría Ramón Ruiz Alonso durante la detención de Lorca, «Ha hecho más daño con su pluma que otros con sus pistolas»;
- la destrucción de sus manuscritos;
- el impedir la publicación de obras y
- la alteración de sus obras.

De hecho, la censura no solo incluye la obra literaria, sino también los dibujos, que han sido ocultados durante muchos años o alterados para su publicación. Además menciona otras dos formas indirectas de censura: la censura de la censura, es decir, la ocultación de la censura que ha sufrido la obra de Lorca, y la censura de la información secundaria sobre Lorca y su vida amorosa.

### Etnografía
Greenberg resume los problemas metodológicos que los etnógrafos tienen en su trato con la homosexualidad de la siguiente manera:
- los antropólogos a menudo ignoran el tema por miedo a que se les acuse de haber participado ellos mismos;
- temen que no se les deje volver a investigar en el lugar;
- simplemente son obtusos.

Por ejemplo, todavía en 1980 un antropólogo asumía que no podía haber comportamiento homosexual en una sociedad de Papúa Nueva Guinea, en la que se había documentado homosexualidad ritual desde el siglo XIX, a pesar de haber sido testigo de abundante contacto físico entre hombres.
Durante el siglo XIX, los antropólogos y etnógrafos solo documentaban aquellos comportamientos homosexuales que se ajustaban a sus prejuicios, es decir, de aquellos individuos pasivos o afeminados, ignorando a aquellos activos o masculinos. Además, la variedad de comportamientos y actitudes frente a la homosexualidad de los diferentes pueblos eran simplificados bajo términos despectivos como «sodomita», «hermafrodita» o «catamita». Por ejemplo, los aikane hawaianos son literalmente «hombres que follan con hombres», sin ningún tipo de connotación sobre el comportamiento sexual o estructura de edad; en cambio en los textos antropológicos son incluidos en el mismo saco con las personas transgénero.
La actitud, opiniones y comentarios de etnógrafos, misioneros, profesores de escuela, comerciantes, turistas y funcionarios del gobierno han tenido una gran influencia en la opinión propia de los pueblos afectados, que a menudo se avergüenzan de sus propias costumbres y acaban eliminándolas u ocultándolas. Así no es posible saber si muchos pueblos no conocían la homosexualidad o si simplemente esta ha sido eliminada por el puritanismo occidental.

### Supresión del estudio
Hasta por lo menos la década de 1970, el estudio de la homosexualidad no se consideraba legítimo fuera del ámbito de la sexología, la medicina y la criminología. Especialmente los historiadores estaban poco dispuestos a «interesarse por las conductas privadas», y cuando lo hacían, solo mencionaban brevemente los gustos «contra natura». Así, el estudio estaba limitado por lo que John Stuart Mill denominó «la coerción moral de la opinión pública». Las universidades, en los contados casos en los que trataban el tema, lo hacían mencionando los mismos prejuicios que la sociedad en general: la homosexualidad era un defecto de las sociedades de la Antigüedad, era una «aberración» que aparece en situaciones de falta de mujeres (cárcel, monasterios, etc.), los homosexuales eran «débiles, viciosos, perversos, trastornados o degenerados».
Por otra parte, todo historiador que se interesase por el tema «se arriesgaba a que se le supusieran conductas dudosas, como si buscara en el comportamiento de los griegos una justificación para el levantamiento de las prohibiciones impuestas a los homosexuales todavía en le Europa del siglo XX», como lo expresa Maurice Sartre. Quizás uno de los ejemplos más antiguos sea Jeremy Bentham (1748–1832), que dejó un manuscrito de 500 páginas que nunca publicó porque tenía miedo de que se lo acusara de sodomía, «en otros temas se espera que te sientes con la cabeza fría: pero en este tema si dejas entrever que no te has sentado con rabia, te has traicionado inmediatamente». El texto no se publicó hasta 1978. Existe incluso un grupo de escritos de Bentham sobre la homosexualidad mucho mayor que el anterior, que nunca han sido publicados.
Los estudios de Kinsey fueron denunciados por muchos científicos y catedráticos, de forma que el National Research Council acabó pidiéndole a la American Statistical Association que revisase la obra del sexólogo; aunque la revisión de la ASA acabó por felicitar a Kinsey por su buen trabajo, esa revisión duró varios años, durante los que le retiraron la financiación, silenciándolo de forma muy efectiva. Otro ejemplo, en Francia, la mala reputación de Daniel Guérin era debida su homosexualidad, más que a su profesado izquierdismo. El excepcional filólogo e historiador Georges Dumézil solo pudo revelar su homosexualidad en la década de 1980, cuando ya llevaba más de una década retirado. En años más recientes los académicos que han estudiado y publicado temas LGBT han sido acusados a menudo de malos científicos, de ser más militantes que académicos, de pervertir el método científico para alcanzar sus fines políticos.
Pero incluso, si a pesar de todo, se quería estudiar el tema, hasta hace poco era difícil acceder a los materiales necesarios. Los libros y textos que se referían a la homosexualidad no estaban expuestos al público y solo determinadas personas tenían acceso. Por ejemplo, en una biblioteca de Washington D. C., en 1961, tenían los libros dedicados a la homosexualidad encerrados en una jaula, a la que solo tenían acceso «catedráticos, médicos, psiquiatras y abogados de criminales locos».

## Efectos y reacciones
Pierre Albertini afirma que uno de los resultados de esta censura homofóbica ha sido el silencio durante más de 50 años que han sufrido las víctimas homosexuales del terror nazi. Los estudiosos del nazismo no consideraron a los homosexuales como dignos de estudio, ni siquiera dignos del estatus de víctimas.
George Chauncey comenta que «si el hambre de saber histórico es tan fuerte entre los gais es porque la historia de la homosexualidad ha sido negada durante mucho tiempo o ha pasado en silencio, ha sido escamoteada en la enseñanza y no ha podido beneficiar a la familia por medio de la transmisión oral, a diferencia de lo que sí ha existido en el caso de otros grupos marginados.»